# Georgi Zacharinow
Georgi Zacharinow (bułg. Георги Захаринов, ur. 8 marca 1965  – zm. 25 czerwca 2007) – bułgarski działacz sportowy, główny menedżer klubu Lewski Sofia, członek Bułgarskiej Federacji Siatkówki.
Zginął w wypadku samochodowym 25 czerwca 2007 r., około godziny 12 w południe, w pobliżu miasta Weliko Tyrnowo na trasie Warna – Sofia. Zacharinow wracał z meczu kadry Bułgarii mierzącej się z reprezentacją Polski, w Warnie w ramach Ligi Światowej. Jeszcze przed wypadkiem informował telefonicznie, swojego kolegę – Martina Stojewa, selekcjonera kadry bułgarskiej, o problemach z autem. W wyniku wypadku Zacharinow zginął na miejscu, a jadący jako pasażer, statystyk bułgarskiej kadry - Iwan Contrario, trafił w stanie krytycznym do szpitala.
Niepoprawną formą zapisu imienia i nazwiska Georgija Zacharinowa w j. pol. jest ”Georgi Zaharinow”.